# Missa Sinfonica
Nicolas Flagello componeerde zijn Missa Sinfonica in 1957.
Flagello, Rooms-Katholiek opgevoed, componeerde een mis zonder zang. Het werk heeft dan ook de indeling van een mis:
1. Kyrie
2. Gloria
3. Credo
4. Sanctus et Benedictus
5. Agnus Dei

Het symfonisch karakter bestaat uit de 5-delige opzet met symfonie indeling; delen (1), (3) en (5) zijn de serieuze delen met lange harmonische ontwikkelingen; delen (2) en (4) kunnen gezien worden als scherzo met speelse ornamenten. Deel (5) bestaat uit een lange toewerking naar de climax; als deze eenmaal is geweest eindigt de compositie in een haast stille passage. Wat de sterke kant is van het werk, voldoende afwisseling, is ook meteen het zwakke punt; het is eigenlijk noch geschikt als kerkelijk werk, noch als symfonie. Wat opvalt is de melodieuze toonvoering voor een compositie uit 1957; in met name Amerika was toen de meer theoretische muziek in opkomst. De première werd gegeven aan de Manhattan School of Music, waaraan Flagello verbonden was.
Later zou Flagello nog twee "gewone" symfonieën componeren. Uiteindelijk zou een oratorium zijn bekendste werk worden.

## Bron
- Uitgave Naxos; het Nationaal Radiosymfonieorkest van Oekraïne o.l.v. John McLaughlin Williams.